# Ewa Kaili
Ewa Kaili, gr. Εύα Καϊλή (ur. 26 października 1978 w Salonikach) – grecka dziennikarka telewizyjna i polityk, deputowana krajowa, posłanka do Parlamentu Europejskiego VIII i IX kadencji.

## Życiorys
W wieku 14 lat wstąpiła do młodzieżówki Panhelleńskiego Ruchu Socjalistycznego (PASOK). W 2002 została najmłodszym członkiem rady miejskiej Salonik. W 2004 bez powodzenia ubiegała się o mandat poselski w wyborach krajowych. W 2006 ukończyła studia inżynierskie z architektury na Uniwersytecie Arystotelesa w Salonikach, a w 2008 została absolwentką stosunków międzynarodowych na Uniwersytecie w Pireusie. W latach 2004–2007 pracowała jako reporterka w stacji telewizyjnej Mega Channel. Działała w organizacjach studenckich i młodzieżówce socjalistycznej, a także w samorządzie w Salonikach.
W latach 2007–2012 z ramienia partii PASOK przez dwie kadencje zasiadała w Parlamencie Hellenów. W wyborach europejskich w 2014 z ramienia współtworzonego przez PASOK Drzewa Oliwnego uzyskała mandat eurodeputowanej VIII kadencji, dołączając do frakcji Postępowego Sojuszu Socjalistów i Demokratów. W 2019 z powodzeniem ubiegała się o reelekcję. W styczniu 2022 została wiceprzewodniczącą Europarlamentu. W Europarlamencie zajmowała się kwestiami unijnej agendy cyfrowej, zwłaszcza tematyką sztucznej inteligencji i cyberbezpieczeństwa, blisko współpracowała ze swoją siostrą, będącą dyrektorką wykonawczą organizacji pozarządowej zajmującej się wpływem prawa na nowe technologie.
W grudniu 2022 Ewa Kaili została zatrzymana w Brukseli przez funkcjonariuszy belgijskiej policji w ramach prowadzonego przez Europejski Urząd ds. Zwalczania Nadużyć Finansowych śledztwa dotyczącego korumpowania m.in. polityków przez przedstawicieli Kataru. W związku z tą sprawą została w tym samym miesiącu wykluczona z partii PASOK. Przedstawiono jej zarzuty korupcji, udziału w grupie przestępczej i prania brudnych pieniędzy. Przewodnicząca PE Roberta Metsola zawiesiła jej uprawnienia, a sąd zdecydował o tymczasowym aresztowaniu greckiej polityk. Została następnie odwołana z funkcji wiceprzewodniczącej Europarlamentu. W kwietniu 2023 objęta aresztem domowym, który uchylono w maju tegoż roku.

## Życie prywatne
W 2020 jej partnerem życiowym został asystent europosła Francesco Giorgi, z którym ma córkę.